# Luke Steele (football)
Pour les articles homonymes, voir Steele.
Luke David Steele, né le 24 septembre 1984 à Peterborough, en Angleterre, est un ancien footballeur anglais. Il jouait au poste de gardien de but.

## Carrière
Luke Steele est formé à Peterborough United, le club de sa ville natale où il signe un premier contrat professionnel, avant d'être prêté, puis transféré à Manchester United. Non utilisé par Alex Ferguson, il est prêté plusieurs fois à Coventry City. La première fois, il rejoint Coventry le 10 septembre 2004 et y joue toute la saison, quelques jours en août 2006, puis du 23 décembre 2006 jusqu'à la fin de la saison, alors que le joueur est recruté entre-temps par West Bromwich Albion.
Le 17 juillet 2014, il rejoint le Panathinaïkos.
Le 31 août 2017, il rejoint Bristol City.
Le 1er août 2018, il rejoint Nottingham Forest.
Le 8 août 2019, il est prêté à Millwall.
Le 31 janvier 2020, il est prêté autre fois à Millwall.